# Girltalk
Girltalk ist ein Musikalbum von Caterina Valente und Catherine Michel. Die im Jahr 2000 entstandenen Aufnahmen erschienen 2001 bei Nagel-Heyer Records.

## Hintergrund
Im Jahr 2000 schloss sich Caterina Valente der klassischen Harfenistin Catherine Michel für ein Programm mit lateinamerikanischen und europäischen Liedern, amerikanischen Standards und klassischer Musik an. Es war ihre letzte Studioproduktion. Dabei singt sie den Standard With a Song in My Heart a cappella im Duett mit sich selbst; auf jede Textzeile folgt dieselbe Zeile als Scat. Auf einigen Stücken wird Valentes Stimme zu einem weiteren Instrument, das Michels Harfe mit ihrem wortlosen Gesang ergänzt, der manchmal als Hintergrundgesang eingespielt wird. Diese Technik findet Einsatz in einer Interpretation von Maurice Ravels Boléro. Bei „Sonate in c-Moll (The Most Beautiful Sea)“ rezitiert sie ein Gedicht auf Englisch, Italienisch und Französisch zu einem klassischen Harfenstück. Zu den weiteren Chansons und Liedern gehören Martina (Les enfants qi pleurent), bekannt durch von Gilbert Bécaud, And So It Goes von Billy Joel, The Way We Were bekannt durch Barbra Streisand, All of a Sudden My Heart Sings von Harold Rome, Count Every Star von Bruno Coquatrix und Sammy Gallop, ein Hit von Ray Anthony. Das Album endet (in seiner zunächst veröffentlichten Version) mit Papa n’as pas voulu von Jean Nohain und Mireille Hartuch.

## Titelliste
- Caterina Valente/Catherine Michel: Girltalk (Nagel Heyer Records NH 1015)[1]

1. Chiquilín de Bachín (Astor Piazzolla, Horacio Ferrer)  4:06
2. Martina (Les enfants qui pleurent) (Michel Legrand, Eddy Marnay) 3:02
3. And So It Goes (Billy Joel) 3:35
4. Gigi (Fabio Concato) 5:01
5. Prelude No. 3 (Heitor Villa-Lobos) 3:20
6. With a Song in My Heart (Richard Rodgers, Lorenz Hart) 4:26
7. Andantino (Sonata in C-Minor) The Most Beautiful Sea (Giovanni Battista Pescetti, Nâzım Hikmet) 4:40
8. The Way We Were (Marvin Hamlisch, Alan Bergman, Marilyn Bergman) 3:52
9. All of a Sudden My Heart Sings (Harold Rome, Henri Laurent Herpin, Jamblan) 3:47
10. Tout ça (Count Every Star) (Sammy Gallop, Bernard Michel, Bruno Coquatrix) 2:45
11. Eu nao existe (Antônio Carlos Jobim) 3:34
12. Boléro (Maurice Ravel) 5:21
13. Papa n’as pas voulu (Mireille, Jean Nohan) 2:40
14. Quién será (Pablo Beltrán Ruiz, Luis Demetrio) 2.46

## Rezeption
Nach Ansicht von Dave Nathan, der das Album in All About Jazz rezensierte, sei dies kein Jazzalbum, und obwohl es von einem Top-Jazzlabel veröffentlicht wurde, behaupte auch Nagel-Heyer nicht, dass es eines sei. Man erinnere sich an Caterina Valente, die vor über 45 Jahren Amerika mit Pop-Hits wie „I Love Paris“ und einer der aufregendsten Gesangsversionen von „Maleguena“ aller Zeiten eroberte. Aber für diejenigen, die Auftritte vollendeter Künstler zu schätzen wissen, dürfte dieses Album eines der besten des Jahres sein.